# Lista de episódios de Nicky, Ricky, Dicky, & Dawn
Nicky, Ricky, Dicky & Dawn é uma série de televisão no formato sitcom produzida pela Nickelodeon. Foram confirmados 13 episódios para a série em 13 de março de 2014. No Brasil, a série estreou em 10 de novembro de 2014. Em Portugal, estreou em 2 de fevereiro de 2015, no  Nickelodeon Portugal.

## Resumo
| Temporada | Temporada | Episódios | Exibição original      | Exibição original | Exibição no Brasil     | Exibição no Brasil | Exibição em Portugal  | Exibição em Portugal |
| Temporada | Temporada | Episódios | Estreia                | Final             | Estreia                | Final              | Estreia               | Final                |
| --------- | --------- | --------- | ---------------------- | ----------------- | ---------------------- | ------------------ | --------------------- | -------------------- |
|           | 1         | 20        | 13 de setembro de 2014 | TBA               | 10 de novembro de 2014 | TBA                | 26 de janeiro de 2015 | TBA                  |
|           | 2         | TBA       | TBA                    | TBA               | 14 de setembro de 2015 | TBA                | TBA                   | TBA                  |

## Episódios

### 1ª Temporada (2014-2015)
| # | Titulo                                                                                                 | Dirigido por      | Escrito por                              | Exibição original       | Exibição no Brasil     | Código de Produção | Audiência |
| --- | --- | ----------------- | ---------------------------------------- | ----------------------- | ---------------------- | ------------------ | --------- |
| 1 | "Piloto" "Pilot"                                                                                       | Victor Gonzalez   | Matt Fleckenstein & Michael Feldman      | 13 de setembro de 2014  | 10 de novembro de 2014 | 101                | N/A       |
| Nicky, Ricky, Dicky e Dawn são quadrigêmeos de 10 anos que não tem nada em comum além dos aniversários. Depois de uma discussão na escola, eles adotam um cão. Incapazes de trabalhar junto, as crianças brigam para decidir o nome do cão. | |                   |                                          |                         |                        |                    |           |
| 2 | "Dawn se Muda" "Dawn Moves Out"                                                                        | Jonathan Judge    | Sarah Jane Cunningham & Suzie V. Freeman | 20 de setembro de 2014  | 17 de novembro de 2014 | 102                | N/A       |
| Depois que os garotos arruinam uma festa do pijama de Dawn, ela decide que está na hora de ter seu próprio quarto. | |                   |                                          |                         |                        |                    |           |
| 3 | "Get Sport - Mais" "Get Sporty'er!"                                                                    | Jonathan Judge    | Douglas Lieblein                         | 27 de setembro de 2014  | 24 de novembro de 2014 | 103                | 1.5       |
| O rival de Tom na patinação no gelo abre uma loja de artigos esportivos. Enquanto isso, Dawn desconfia de uma nova amiga dos garotos. | |                   |                                          |                         |                        |                    |           |
| 4 | "Campo dos Cérebros" "Field of Brains"                                                                 | Eric Dean Seaton  | Natalie Barbrie & Tim Brenner            | 4 de outubro de 2014    | 8 de dezembro de 2014  | 107                | 1.8       |
| Depois de serem chamados de "muito novos" por adolescentes, os quatro vão ao cinema assistir um filme de zumbis chamado "Campo dos Cérebros".                                                                                               | |                   |                                          |                         |                        |                    |           |
| 5 | "Dança Assombrada" "Scaredy Dance"                                                                     | Shannon Flynn     | Michael Feldman                          | 18 de outubro de 2014   | 15 de dezembro de 2014 | 111                | 1.5       |
| Quando um garoto chama Dawn para dançar na festa de Halloween, Dawn revela seu segredo mais intimo. | |                   |                                          |                         |                        |                    |           |
| 6 | "O Controle do Controle Remoto" "Remote Control Control"                                               | Victor Gonzalez   | Andrew Hill Newman                       | 1 de novembro de 2014   | 22 de dezembro de 2014 | 105                | 2.4       |
| Os quatro brigam pelo controle remoto. Seus pais proíbem eles de usarem a televisão. | |                   |                                          |                         |                        |                    |           |
| 7 | "A Viagem" "Poo Dunnit"                                                                                | Eric Dean Seaton  | Douglas Lieblein                         | 8 de novembro de 2014   | 12 de março de 2015    | 110                | 1.7       |
| As crianças estão empolgadas para uma viagem em família a um Parque Aquático, mas seus pais ameaçam cancelar o passeio devido as crianças não terem responsabilidade.                                                                       | |                   |                                          |                         |                        |                    |           |
| 8 | "Eu Quero de Novo" "I Got Your Back"                                                                   | Eric Dean Seaton  | Tesha Kondrat                            | 15 de novembro de 2014  | 19 de janeiro de 2015  | 109                | 2.1       |
| Na tentativa de entrar para o time de futebol, Dawn acidentalmente despeja pudim sobre Nicky. | |                   |                                          |                         |                        |                    |           |
| 9 | "A Calda Triste de Gary-Chip-Mini Elvis-Pata Fofa" "The Sad Tail of Gary-Chip-Tiny Elvis-Squishy Paws" | Eric Dean Seaton  | David DiPietro & Paul Ciancarelli        | 22 de novembro de 2014  | 26 de janeiro de 2015  | 108                | 1.9       |
| O cachorro dos Harpers aparece na televisão, e então, uma mulher aparece afirmando que o cachorro é dela. | |                   |                                          |                         |                        |                    |           |
| 10 | "Os Pequenos Harpers do Noel" "Santa's Little Harpers"                                                 | Shannon Flynn     | Tim Brennan & Natalie Barbrie            | 29 de novembro de 2014  | TBA                    | 113                | 2.2       |
| As crianças competem entre si para comprarem um console de videogame. | |                   |                                          |                         |                        |                    |           |
| 11 | "O Pai Quádruplo" "The Quadfather"                                                                     | Victor Gonzalez   | David DiPietro & Paul Ciancarelli        | 10 de janeiro de 2015   | TBA                    | 102                | 1.5       |
| É o aniversário de Nicky, Ricky, Dicky e Dawn, e então, eles decidem que já são crescidos o suficiente para terem festas separadas. | |                   |                                          |                         |                        |                    |           |
| 12 | "A Aposta-Quádrupla" "The Quad-Test"                                                                   | Eric Dean Seaton  | Michael Feldman & Matt Fleckenstein      | 24 de janeiro de 2015   | TBA                    | 115                | 1.72      |
| As crianças apostam para desistirem de seus pertences favoritos, e quem perder, terá que fazer as tarefas de todos por um mês. Participação Especial: Alex Morgan como Ela Mesma.                                                           | |                   |                                          |                         |                        |                    |           |
| 13 | "O Segredo" "The Secret"                                                                               | Robbie Countryman | Steven James Meyer & David L. Moses      | 31 de janeiro de 2015   | TBA                    | 116                | TBA       |
| Quando Dawn descobre que seu peixe morreu, ela fica deprimida. Tom e os meninos tentam animá-la, e então, compram um papagaio. | |                   |                                          |                         |                        |                    |           |
| 14 | "Pegue o Dinheiro e Corra" "Take the Money and Run"                                                    | Shannon Flynn     | Sarah Jane Cunningham & Suzie V. Freeman | 7 de fevereiro de 2015  | TBA                    | 112                | TBA       |
| Dawn vende uma pulseira que sua mãe lhe deu, para ganhar dinheiro. Os meninos tentam ser mais inteligentes que Tom, quando ele pega seus vídeo games.                                                                                       | |                   |                                          |                         |                        |                    |           |
| 15 | "Dia da Hora de São Valentine" "Valentime's Day"                                                       | Eric Dean Seaton  | TBA                                      | 14 de fevereiro de 2015 | TBA                    | 118                | TBA       |
| Depois de uma discussão, o professor dos quatro recria o Dia dos Namorados, para que o feriado seja com a família. | |                   |                                          |                         |                        |                    |           |
| 16 | "Porco, Porco, Porco, & Dawn" "Piggy, Piggy, Piggy, & Dawn"                                            | Trevor Kirschner  | TBA                                      | 28 de fevereiro de 2015 | TBA                    | 117                | TBA       |
| 17 | "Qua-venturas de uma Babá" "Quad-ventures in Babysitting"                                              | Victor Gonzalez   | TBA                                      | TBA                     | TBA                    | TBA                | TBA       |

### 2ª Temporada (2015-2016)
Em 18 de Novembro de 2014 a série foi renovada para uma segunda temporada. Data de estréia ainda não confirmada.
1. 1 2  «Nicky Ricky Dicky & Dawn - Take the Money and Run (TV Episode 2015) - IMDb»
2. ↑  «Nicky Ricky Dicky & Dawn - Valentime's Day (TV Episode 2015) - IMDb»
3. ↑  «Nicky Ricky Dicky & Dawn - Piggy, Piggy, Piggy, & Dawn (TV Episode 2015) - IMDb»
4. ↑  «Nicky Ricky Dicky & Dawn - Quad-ventures in Babysitting (TV Episode 2015) - IMDb»